# 桃源乡 (崇仁县)
桃源乡，是中华人民共和国江西省抚州市崇仁县下辖的一个乡镇级行政单位。

## 行政区划
桃源乡下辖以下地区：
袁坊村、桃源村、鹿甲村、花树村、简桥村、王沙塘村、西陂村、奥村、沙洲村、张坊村和游坊村。